# Of Cash and Hash
Of Cash and Hash (br.: Serviço a la carte) é um fime curta-metragem estadunidense de 1955, dirigido por Jules White. É o 160º de um total de 190 filmes da série com os Três Patetas produzida pela Columbia Pictures entre 1934 e 1959.

## Enredo
Os Três Patetas estão a caminho do trabalho quando ficam no meio de um tiroteio entre assaltantes e guardas de um carro blindado. O trio consegue se esconder numa lata de lixo mas são descobertos pela polícia e levados à delegacia. O capitão de polícia Mullens (Vernon Dent) suspeita deles e os submete ao detector de mentiras. Ao serem liberados, os Patetas voltam ao trabalho no Café Elite. O capitão vai até lá e lhes mostra a foto do criminoso "Lefty" Loomis (personagem de Kenneth MacDonald, chamado de "Canhoto" pela dublagem brasileira). E os Patetas o reconhecem como um dos ladrões do carro blindado.
Numa noite pouco antes de fecharem o estabelecimento, o capanga de Loomis chamado Red Watkins (Frank Lackteen) aparece ali para comer. Quando os Patetas o reconhecem, ele foge de carro e o trio pega o da amiga Gladys Harmon (Christine McIntyre) e o perseguem até uma casa abandonada. Enquanto eles tentam arrombar a porta os bandidos capturam Gladys. Procurando pela amiga, o trio entra na casa e os bandidos mandam um terceiro capanga, o corcunda e deformado Angel (Duke York) cuidar deles. Depois de muita perseguição e com os comparsas de Angel atirando nos Patetas, Shemp consegue aprisionar a todos arremessando barris neles que assim ficam imobilizados. Shemp descobre o dinheiro roubado em um dos barris e fica tão feliz que começa a beijar Gladys.